# أرنولد دايسون
أرنولد دايسون (10 يوليو 1905 - 7 يونيو 1978)  (بالإنجليزية: Arnold Dyson)‏ هو لاعب كريكت بريطاني وبريطاني (وحمل سابقاً جنسية المملكة المتحدة لبريطانيا العظمى وأيرلندا). شارك مع منتخب إنجلترا للكريكت.